# K-323 50 let SSSR
K-323 „50 let SSSR”, później B-323 – radziecki myśliwski okręt podwodny z napędem jądrowym projektu 671 (NATO: Victor I). Jako jedyny okręt bazowego projektu 671 nosił oprócz oznaczenia nazwę: „50 let SSSR” (50 lat ZSRR).
Budowę okrętu rozpoczęto 5 lipca 1968 roku, 14 marca 1970 roku zwodowano go w Zakładzie nr 402 w Leningradzie. Jednostka została przyjęta do służby w marynarce radzieckiej 29 października 1970 roku, gdzie służyła we Flocie Północnej do 1995 roku.
Okręt został zbudowany w układzie dwukadłubowym, z kadłubem sztywnym wykonanym ze stali o zwiększonej ciągliwości AK-29. Okręt o długości 93 metrów wypierał na powierzchni 3650 ton i 4830 ton w zanurzeniu. Napęd jądrowy zapewniany przez dwa reaktory wodno-ciśnieniowe WM-4P z jedną turbiną parową o mocy 31 000 KM, wraz z opływowym kadłubem lekkim i kioskiem zapewniał mu prędkość podwodną 33 węzłów. Jednostka została wyposażona w sześć wyrzutni torpedowych kalibru 533 mm dla 18 torped przeciwpodwodnych oraz aktywno-pasywny sonar Rubin MGK-300.
Podstawowym zadaniem operacyjnym okrętu było zwalczanie amerykańskich strategicznych okrętów rakietowych systemu Polaris-Poseidon oraz nuklearnych myśliwskich okrętów podwodnych państw NATO.
K-323 we wrześniu–październiku 1971 roku wraz z K-38 odbył rejs pod lodami Arktyki.
W 1990 roku wraz z innymi okrętami tego typu został przeklasyfikowany z krążowniczego okrętu podwodnego na duży okręt podwodny (ros. bolszyj), co pociągnęło zmianę oznaczenia z litery K na B.
Okręt wycofano ze służby 31 lipca 1996 roku.